# SpaceX CRS-3
El SpaceX CRS-3, també coneguda com a SpX-3, va ser el cinquè vol per la nau espacial de subministrament no tripulada Dragon de SpaceX, el quart vol oficial del coet de dos etapes Falcon 9 en versió 1.1, i la tercera missió operacional de SpaceX contractada per la NASA sota un contracte de Commercial Resupply Services. El llançament inicialment era previst per al 30 de setembre de 2013, amb acoblament a l'estació tres dies després, el 2 d'octubre de 2013. El Falcon 9 amb el CRS-3 a bord va ser llançat finalment a les 19:25 UTC del 18 d'abril de 2014, i va ser acoblat el 20 d'abril a les 11:14 UTC pel comandant Koichi Wakata de l'Expedició 39.
A més de la càrrega útil primària, la missió de transport espacial de la càpsula de subministrament Dragon a la ISS, la missió CRS-3 Falcon 9 desplegarà un CubeSat anomenat KickSat que seguirà desplegant 250 picosatèl·lits de la mida d'una galeta.